# Jennifer Melfi
La doctora Jennifer Melfi es un personaje ficticio de la serie de televisión de HBO Los Soprano. Interpretada por Lorraine Bracco, Melfi es la psiquiatra  del mafioso de  Nueva Jersey Tony Soprano.